# Nastaran Valizadeh
Nastaran Valizadeh es una deportista iraní que compite en taekwondo. Ganó una medalla de plata en el Campeonato Asiático de Taekwondo de 2022, en la categoría de –62 kg.

## Palmarés internacional
| Campeonato Asiático | Campeonato Asiático       | Campeonato Asiático | Campeonato Asiático |
| Año                 | Lugar                     | Medalla             | Categoría           |
| ------------------- | ------------------------- | ------------------- | ------------------- |
| 2022                | Chuncheon (Corea del Sur) | Medalla de plata    | –62 kg              |